# 元亨 (日本)
元亨（1321年二月二十三日至1324年十二月九日）是日本的年號之一。這個時代的天皇是後醍醐天皇、鎌倉幕府征夷大將軍為守邦親王、執權為北條高時。

## 改元
- 元應三年二月二十三日（1321年3月22日）改元元亨
- 元亨四年十二月九日（1324年12月25日）改元正中

## 出處
- 《易經·大有》：「其德剛健而文明，應乎天而時行，是以元亨。」

## 紀年、西曆、干支對照表
| 元亨       | 元年   | 二年   | 三年   | 四年   |
| 儒略曆日期 | 1321年 | 1322年 | 1323年 | 1324年 |
| 干支       | 辛酉   | 壬戌   | 癸亥   | 甲子   |